# Heilanstalten in Berlin-Buch

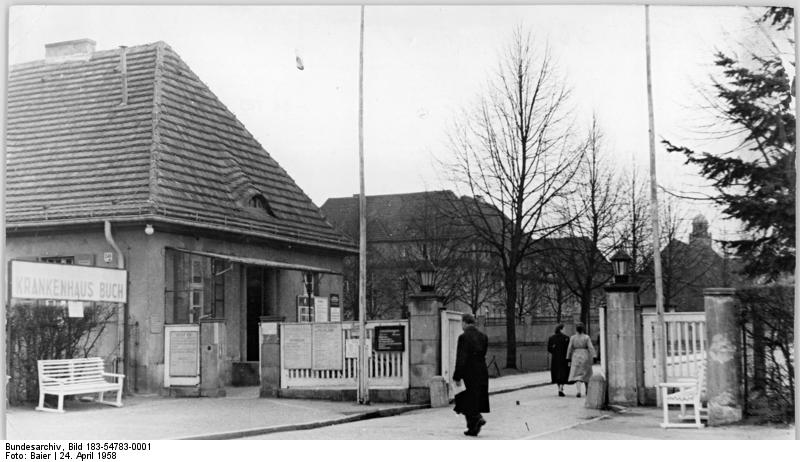
Eingangsbereich zum Städtischen Krankenhaus, 1958

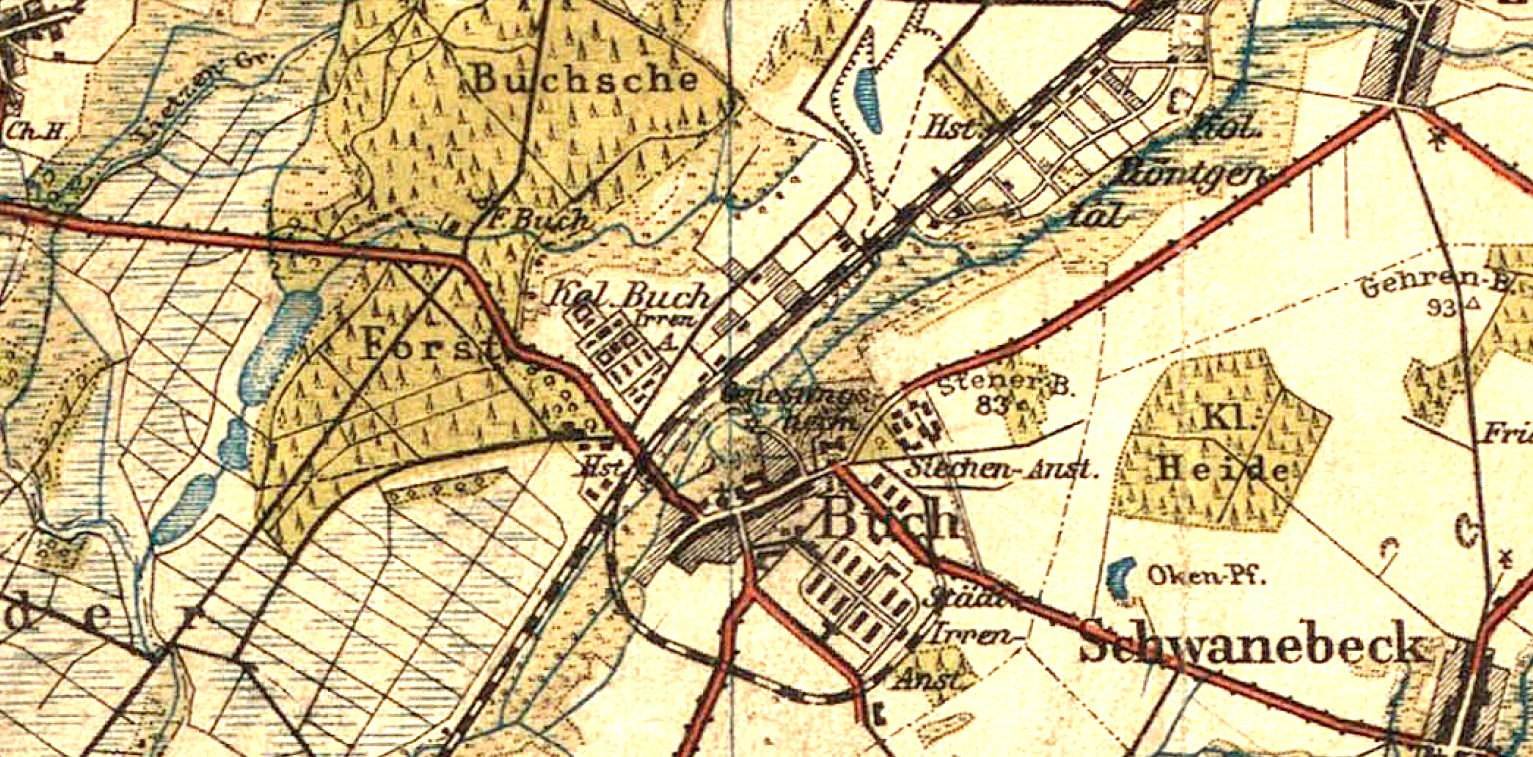
Lage der Anstalten im Vergleich zum Ortskern Buch nach Kieslings Großer Specialkarte um 1910

Unter Heilanstalten in Berlin-Buch sind mehrere Krankenhäuser und Heime im Berliner Ortsteil Berlin-Buch zusammengefasst, die zwischen 1898 und 1930 unter der Leitung des Berliner Architekten und Stadtbaurates Ludwig Hoffmann entstanden. Zu dem Komplex gehörten zwei Lungensanatorien, ein Alters- und Pflegeheim und zwei psychiatrische Kliniken. Hoffmann baute noch diverse Einzelbauten: eine Zentrale für Beleuchtung, Heizung und Wasserversorgung der Heilanstalten, mehrere Wohnhäuser, Verwaltungsgebäude sowie einen Anstaltsfriedhof. Das letzte Projekt war die Anlage einer Wohnsiedlung für das Krankenhauspersonal. Seit 2012 befindet sich das Gelände in der Umwandlung zum Wohnquartier.

## Geschichte
Der Magistrat von Berlin kaufte im Jahr 1898 das Gut Buch. Ursprünglich sollten auf den Flächen rund um den Ort Rieselfelder für die Abwasserverrieselung angelegt werden. Kurz nach dem Kauf wurde jedoch beschlossen, das Gebiet für die Gesundheitsversorgung zu nutzen, da für neue Krankenhausanlagen in der Innenstadt nicht mehr ausreichend Platz vorhanden war. Die umfangreichen Bauprojekte fanden die Zustimmung der Berliner Stadtverordnetenversammlung, die allerdings bei einzelnen Teilen Einsparungen forderte. In der Art eines Pavillonstils entstanden dann bis in die 1920er Jahre mehrere einzeln stehende drei- bis viergeschossige Gebäude aus märkischem Backstein mit wenigen durch Sandstein oder Putzspiegel abgesetzte Fassaden. Die Krankenhausbauten auf einer großen Grünfläche wurden dann im Laufe der folgenden rund 100 Jahre zu unterschiedlichen Zwecken genutzt, wie im Nachfolgenden dargestellt wird.
Seit 1977 steht die gesamte Anlage unter Ensembleschutz. Darüber hinaus sind die meisten Gebäude als Einzeldenkmale geschützt sowie zentral gelegene Grünflächen als Gartendenkmal.

## Heimstätte für Brustkranke

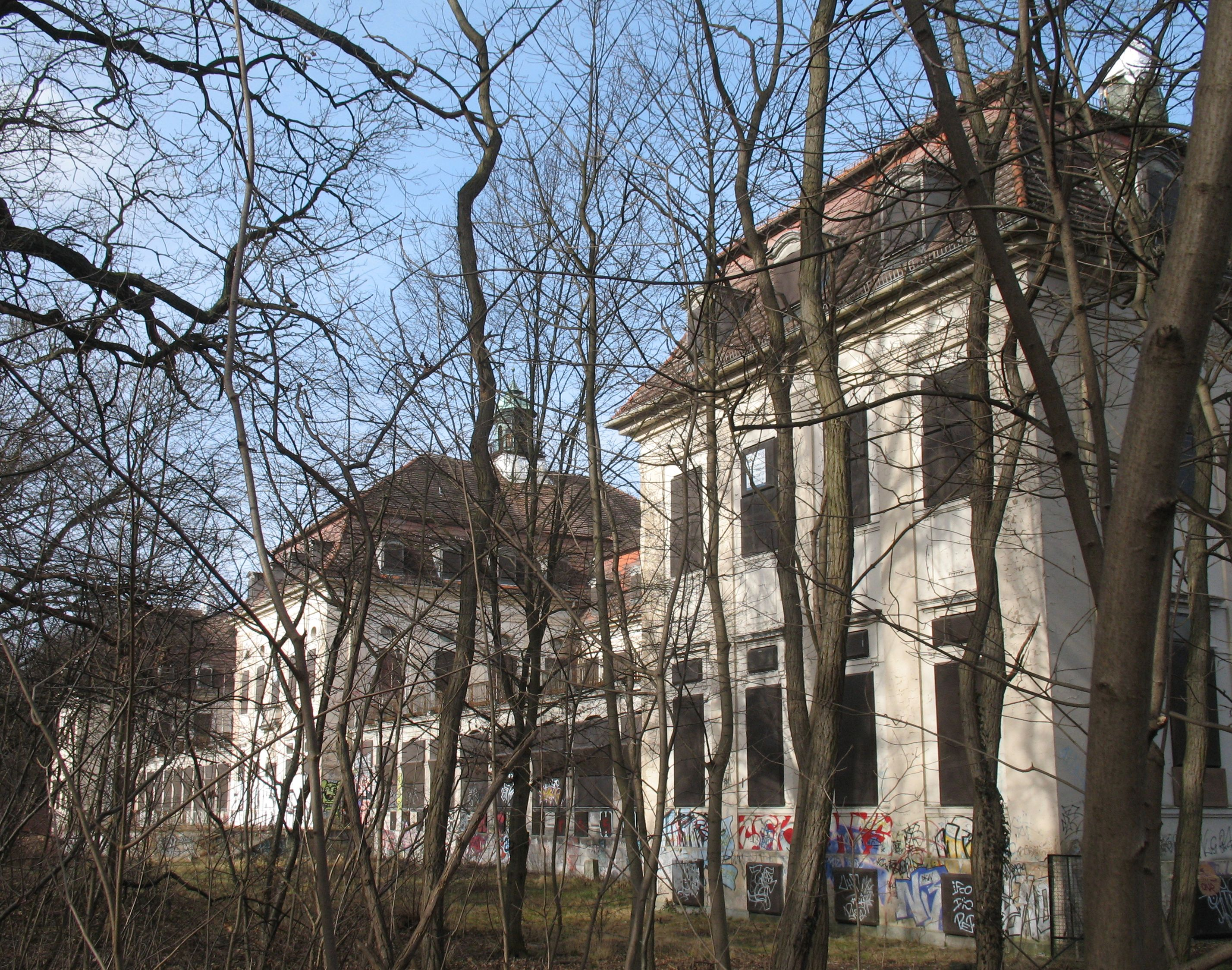
Ehemaliges Sanatorium

Als erstes Sanatorium auf dem Gelände nördlich von Alt-Buch entstand das Lungenkrankenhaus unter der Bezeichnung Heimstätte für Brustkranke. Hier sollten nach den Plänen 150 männliche Tuberkulosepatienten aufgenommen und versorgt werden. Diese Krankheit breitete sich um 1900 in den Städten besonders in den sozial unteren Bevölkerungsschichten massiv aus und eine Isolierung der Betroffenen und umfangreiche Behandlungen mit Liegekuren abseits der Stadt in frischer Luft brachten gute Heilerfolge. Die Heimstätte für Brustkranke war das erste Sanatorium, welches für diesen Zweck neu errichtet wurde, hinzu kamen weitere Behandlungszentren in ehemaligen Herrenhäusern, die im Besitz der Stadt waren.
Die Planungen für diesen Gebäudekomplex dauerten von 1899 bis 1901 und die Bauzeit bis 1903. Neben Ludwig Hoffmann waren vor allem der Bildhauer August Vogel sowie der Maler Franz Naager an dem Bau bzw. seiner Ausschmückung beteiligt. Bereits während der Planungen forderte die Stadtverordnetenversammlung die „Vorlage eines vereinfachten Fassadenentwurfs und der dadurch entstehenden Minderkosten.“ (Hoffmann)
Beim Krankenhaus handelt es sich um einen T-förmigen Bau mit drei Gebäudeflügeln, der einem neobarocken Schloss nachempfunden wurde. Die Vorderseite weist dabei nach Süden. An der Rückseite des hervorgehobenen Mittelbaus schließt sich ein schmaler Trakt an, der als Küchentrakt geplant worden war. Der Hauptbau ist lang gestreckt, wobei den Krankenzimmern im hinteren Teil mehrere Liegehallen vorgelagert wurden. Der zentrale Teil und die beiden Flügelbauten treten ein wenig aus dem Gesamtgebäude hervor. Dies dient neben der Optik vor allem auch der besseren Verteilung des Sonnenlichts und der Frischluft, da auch hier Liegehallen eingeplant waren. Der Mittelrisalit ist leicht höher gebaut und mit einem Mansardenwalmdach ausgestattet. Neben dem Hauptgebäude gehören zum Lungensanatorium ein Pförtnerhaus, ein Beamtenwohnhaus und weitere Liegehallen, der Gesamtkomplex befindet sich in einer Parklandschaft.
Unter dem Namen Waldhaus Buch diente das Gebäude lange Jahre und über die wechselnden Staatsformen hinweg als Lungenklinik. 1965 wurden zwei Flachbauten angebaut. Die Gesamtanlage steht unter Denkmalschutz. Das seit den 2000er Jahren leerstehende Gebäude soll im Auftrag der Senatsverwaltung restauriert und einer neuen Nutzung zugeführt werden.

## Klinikcampus C. W. Hufeland
Gleichzeitig zur Planung der Heimstätte für Brustkranke wurde auch die erste der beiden Irrenanstalten als III. Städtische Irrenanstalt geplant und gebaut. Hierbei liefen die Planungen von 1899 bis 1905, gebaut wurde von 1900 bis 1907. Als Bildhauer waren Ignatius Taschner, Georg Wrba und August Vogel beteiligt. Wie bereits bei der Lungenklinik forderte auch hier die Stadtverordnetenversammlung umfangreiche Einsparungen. Ludwig Hoffmann konterte diese Forderung mit der Meinung, dass ein freundlicher Eindruck der Gebäude notwendig sei:

„Die Irrenärzte legen den größten Wert darauf, daß bei diesen Riesenbauten die Fassaden etwas gegliedert und belebt werden. Das ist hier in der allerbescheidensten Weise getan und zwar soweit, als es von den Irrenärzten gewünscht wird.“

Nach der Ausschussberatung wurden die Forderungen zurückhaltender und Hoffmann wurde nahegelegt, bei der Ausführung der Bauten auf Ersparnisse hinzuwirken.

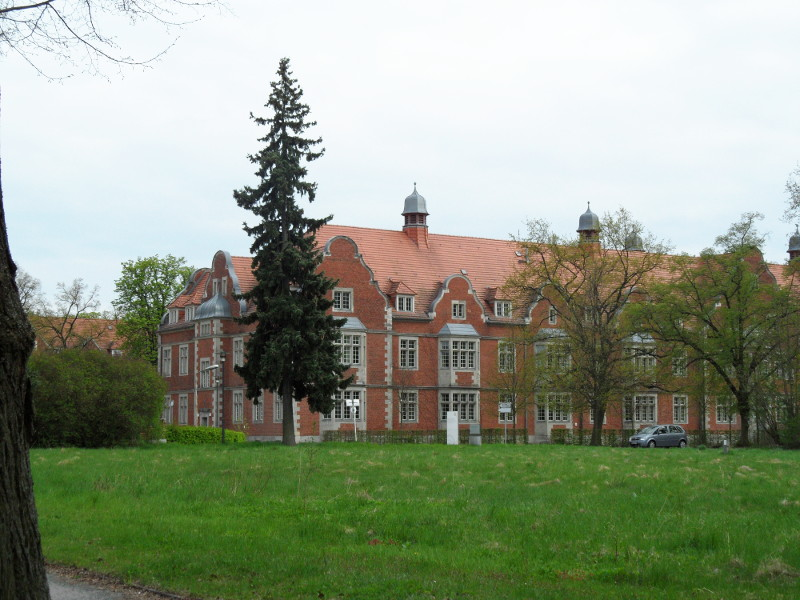
Ehemaliger Teil der ‚Irrenanstalt‘ in Berlin-Buch, Schwanebecker Straße

Die Irrenanstalt stellt einen Komplex aus mehreren architektonisch aufeinander abgestimmten Bauten dar, die auf dem Gelände symmetrisch in Form eines Kreuzes angelegt sind. Die Mittelachse bilden verschiedene Funktionsbauten, beginnend mit einem Pförtnerhaus. Weitere Bauten dieser Achse sind unter anderen das zentrale Verwaltungsgebäude, ein Werkstattgebäude, ein Badehaus, eine Kochküche, ein Leichenhaus. Rechts und links dieser Achse befinden sich die Pflegehäuser, getrennt nach Geschlechtern, sowie mehrere Wohnhäuser für das Personal und weitere Funktionsbauten wie eine Kapelle und das ein wenig abseits gebaute Verwahrungshaus. Vervollständigt wird der Komplex durch die ebenfalls symmetrisch gestaltete Gartenanlage. Ludwig Hoffmann beschreibt die Anlage, deren Inspiration auf die Renaissance-Schlösser der dänischen Städte Frederiksborg und Rosenborg zurückgeht.

„Flächen aus roten Handstrichsteinen mit weißen Fugen und weißgestrichenen Fenstern machen an sich einen lebhaften, freundlichen Eindruck, der noch durch das Vorstrecken zahlreicher Erker aus den Flächen und das Hinaufziehen der Giebel vor die dahinterliegenden dunklen Dächer verstärkt wird. Durch das Bepflanzen solcher Architekturen seitlich der Erker kann überdies eine angenehme lauschige Wirkung erreicht werden.“

Gleich nach der Machtergreifung der Nationalsozialisten erfolgten in den Heilanstalten und ihnen angeschlossenen Einrichtungen Zwangssterilisationen nach dem beschlossenen Gesetz zur Verhinderung erbkranken Nachwuchses. Im Juli 1940 dienten einige Häuser auf dem Gelände als Sammelstelle einer Sonderaktion gegen Psychiatrie-Patienten jüdischen Glaubens. Von hier wurden sie in das Konzentrationslager Brandenburg gebracht und dort getötet. Schließlich ist noch die „Aktion T4“ im Zusammenhang mit den Krankenmorden in der Zeit des Nationalsozialismus zu nennen, nach welcher in den Jahren 1940/1941 von den 2800 Insassen fast 800 systematisch getötet wurden, die übrigen in andere Einrichtungen verlegt. So wurde ab 1942 die Heil- und Pflegeanstalt nicht mehr genutzt und aufgegeben.

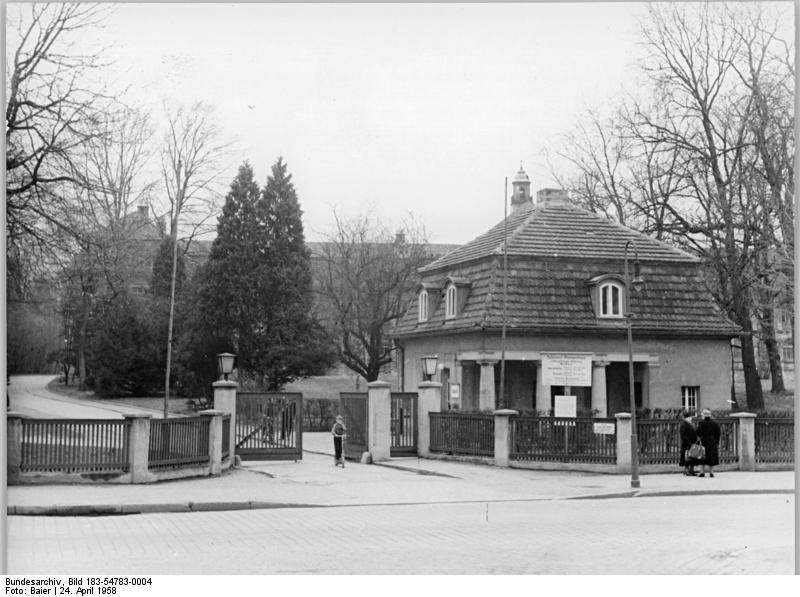
Eingang zur orthopädischen Abteilung des Hufeland-Krankenhauses

Nach 1945 gab es in der Anlage zahlreiche Umbauten und Sanierungsarbeiten, die die Gebäude für eine geänderte medizinische Nutzung anpassten. Die meisten Gebäude dienten als Krankenhaus, ein Teil der Anlage stand aber weiterhin leer.
Nach 1990 wurde die Anlage als Örtlicher Bereich C. W. Hufeland des Klinikums Buch der Charité Berlin und Klinikcampus C. W. Hufeland geführt. In den 2010er Jahren befinden sich hier eine Fachklinik für Lungenheilkunde und Thoraxchirurgie (Evangelische Lungenklinik Berlin), eine Rheumaklinik, eine Forensisch-Psychiatrische Klinik mit Bereich zum Maßregelvollzug, das Bildungszentrum für Berufe im Gesundheitswesen Berlin-Brandenburg e. V. und der Medizinische Bereich II des European College of Liberal Arts.
Im Jahr 2013 wurde auf dem Gelände, nahe am neuen Zentralbau, ein Denkzeichen aufgestellt: zwei große Tafeln in deutscher und englischer Sprache sowie in Blindenschrift. Darauf wird auf die Verbrechen aufmerksam gemacht und beispielhaft sind zwei Kurzbiografien von Opfern mit einem Bild dargestellt. Diese Gedenktafeln entstanden nach Entwurf von Patricia Pisani auf Initiative der Klinikleitung. – Zusätzlich wurde an einer Wegweisertafel über einen dort platzierten QR-Code ein virtueller Gedenk- und Informationsort eingerichtet.
Eine neue Nutzung der leerstehenden Gebäude sollte sich aus dem Neubau des HELIOS Klinikums Berlin-Buch in direkter Nachbarschaft ergeben, der die Ansiedlung in dem Komplex für neue Nutzer attraktiv machen wird. (Stand Ende 2020)

## Alte-Leute-Heim
Die Planungen für das Alte-Leute-Heim Buch, Anstalt für Hospitaliten, als Altersheim erfolgten 1902 bis 1905, die Bauzeit erstreckte sich von 1905 bis 1909. Als Bildhauer war Ignatius Taschner an der Gestaltung beteiligt. Die Berliner Stadtverordnetenversammlung verlangte 1904 auch hier Kosteneinsparungen und konkrete Vereinfachungen am Bau. Dies umfasste vor allem die vom Verordneten Walter Kyllmann angeregten höheren viergeschossigen Bauten, die seiner Ansicht nach weitere Kosten einsparen sollten. Ludwig Hoffmann lehnte diesen Vorschlag sowohl aus ästhetischen Gründen wie aus Sicherheitsgründen ab:

„Wenn Sie so etwas verlangen, müssen Sie sich einen leichtsinnigeren Architekten holen.“

Diese Äußerung hatte nach Hoffmanns eigenen Worten „böses Blut gemacht“ und die Stadtverordneten bestanden auf höhere Bauten, bis Hoffmann zum einen auf die Bauvorschriften der Berliner Vororte hinweisen musste sowie auf die Tatsache, dass höhere Gebäude nicht zwangsläufig billiger sind. Für ihn warfen die geforderten Veränderungen das Gesamtkonzept der Anlage über den Haufen.

„Abgesehen von den Kosten aber würde sich auch der Charakter des Baus ändern. Wir haben jetzt den Eindruck gemütlicher deutscher Landwohnhäuser, während wir auf der anderen Seite zu einer italienischen Bauart kämen. Nun ist das mit dem Charakter der Bauten ganz dasselbe wie mit dem der Menschen: Man kann den Charakter nicht ändern, indem man einen anderen Mantel überhängt.“

Mit Unterstützung des Stadtverordneten Friedrich Körte, ebenfalls Architekt, konnte Hoffmann die Versammlung von der Zustimmung zu den ursprünglichen Bauplänen überzeugen, allerdings wurden die Gesamtkosten begrenzt und die Anzahl der Heimplätze reduziert. Das Alte-Leute-Heim, bestehend aus mehreren Gebäudekomplexen, wurde als Anlage für 1500 Bewohner angelegt. Diese sind um vier zentrale Grünflächen angeordnet, wobei mehrere große Wohngebäude parallel zur zentralen Achse gebaut wurden und mehrere kleinere Gebäude rechtwinklig dazu. Die Zentralachse bildeten ein Pförtnerhaus, ein großes Verwaltungsgebäude, das Wirtschaftsgebäude sowie weitere Wohngebäude. Die Gebäude sind weitgehend einfach als zweigeschossige Häuser mit Verputzung und hohen, mit zusätzlichen Dachgeschossen versehene,n Mansardenwalmdächern gestaltet. Die Kalksteinfassade des zentralen Wirtschaftsgebäudes ist mit Bildhauerarbeiten geschmückt. Etwas abgelegen vom Gesamtkomplex befinden sich im Süden ein Infektions- und ein Trauerhaus. Ein (heute nicht mehr original vorhandener) Wasserturm ist optisch eingegliedert.
Seit den 2000er Jahren stand der Komplex weitestgehend leer und viele Gebäude waren in einem Zustand, der eine Sanierung notwendig machte. Geplant war eine Teilnutzung als Geriatriezentrum im Medizinischen Bereich III der Charité Berlin. Inzwischen wurde das Ensemble größtenteils zu Wohnungen umgebaut und als LudwigPark vermarktet. In dem Komplex ist auch ein Hospiz untergebracht.

## Genesungsheim

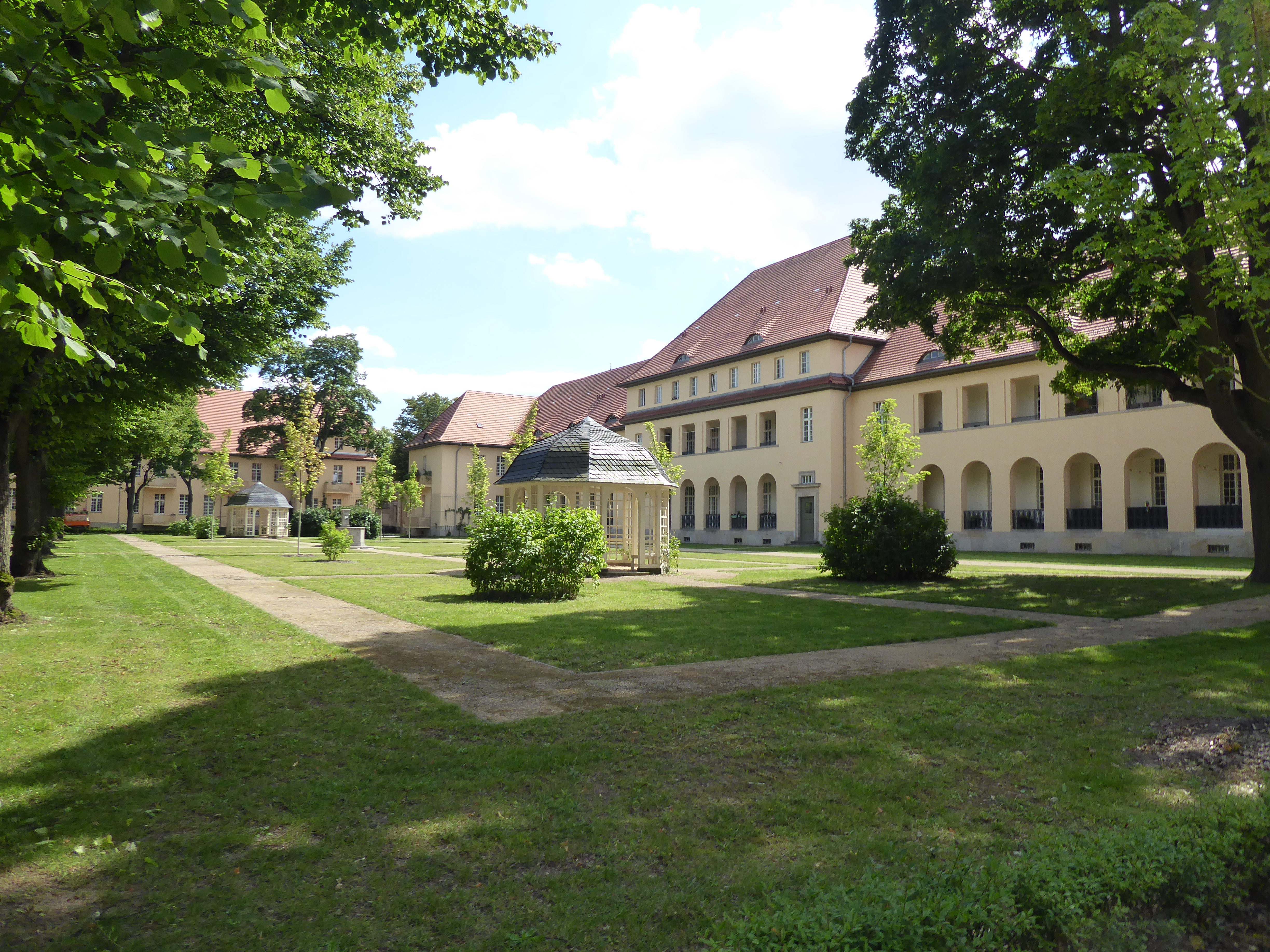
Innenhof mit Pavillons im Ludwig-Hoffmann-Quartier

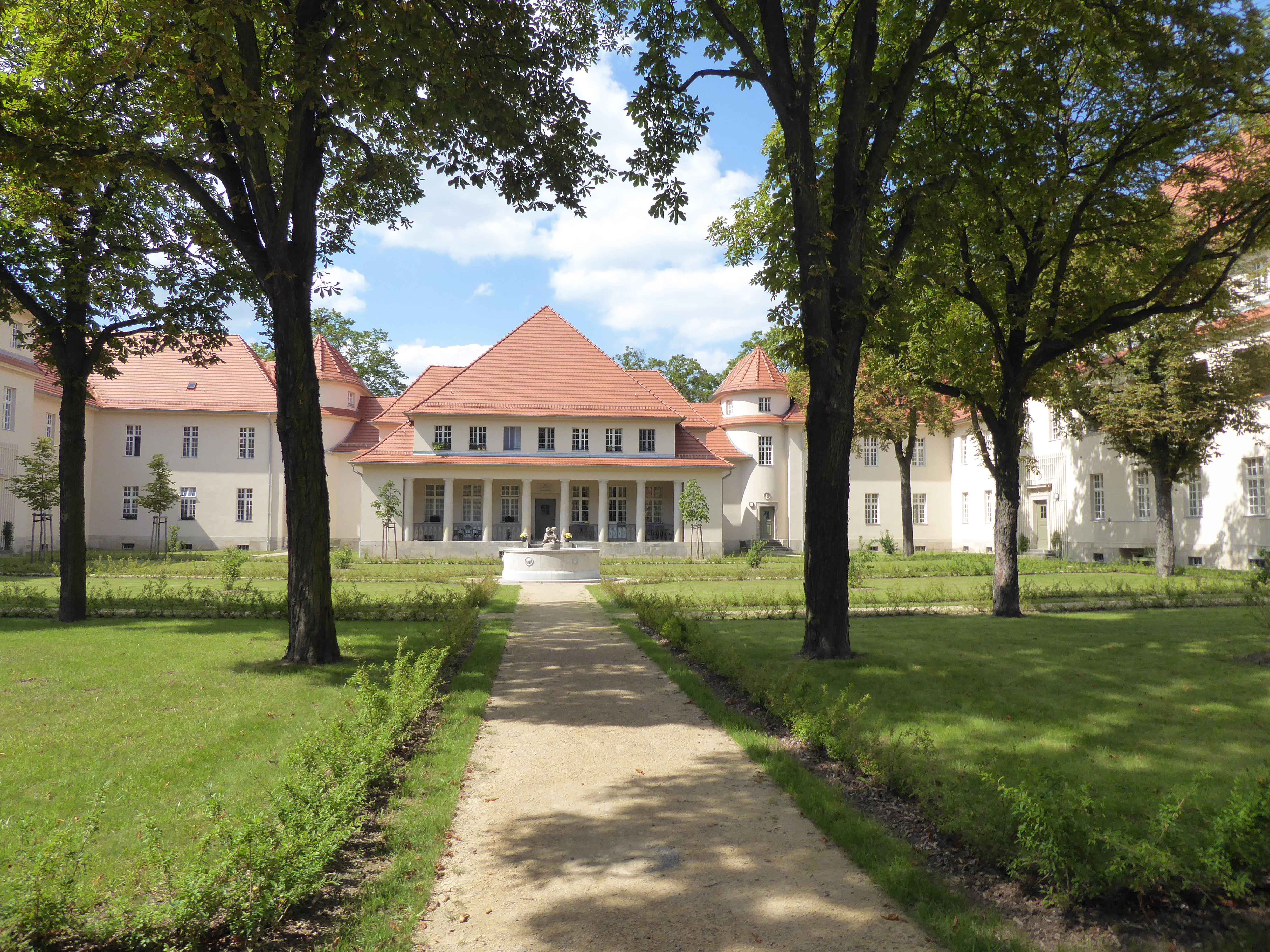
Zentrale Kulturhalle

1907 begannen die Planungen für eine weitere Irrenanstalt, der IV  Städtischen Irrenanstalt Berlin, in Berlin-Buch. Die Planungen erfolgten bis 1911 und gebaut wurde von 1909 bis 1914. Nach der Baufertigstellung diente der Komplex als Genesungsheim für Kinder, nicht zur Unterbringung von Geisteskranken. Als Bildhauer waren Ignatius Taschner, Josef Rauch und Georg Wrba beteiligt.
Wie die anderen Anlagen wurde dieser Komplex mit einer umfassenden Gartenanlage ausgestattet. Der Gesamtkomplex ist symmetrisch an einer durch das zentrale Verwaltungsgebäude vorgegebenen Hauptachse angelegt. Auf der Hauptachse stehen das Küchengebäude und zu beiden Seiten mehrere Häuser mit Patientenzimmern, die jeweils um eigene Platzanlagen gruppiert sind. Im vorderen Bereich sind es langgestreckte Einzelgebäude und im hinteren Teil steht eine geschlossene Anlage mit je drei Gebäudeflügeln. Zentral abschließend befinden sich auf beiden Seiten  einige Einzelgebäude sowie das Patientengebäude für unruhige Kranke.
Die insgesamt 34 Bauwerke sind durchweg zweigeschossig und mit Putzfassaden ausgestattet. Durch unterschiedliche Betonungen, Erker, offene Säulenbereiche und unterschiedliche Dachgestaltung entstand ein abwechslungsreiches architektonisches Ensemble.

„Im einzelnen brachten die verschieden starken Betonungen durch ein mehr oder weniger weites Hervortreten einzelner Bauteile und durch andere Entwicklungen ihrer Dächer, die verschiedenen Verwendungsarten geschlossener flächiger und mehr oder weniger geöffneter Bauteile bis zu offenen Säulenhallen, die Einführung einzelner gerundeter Bauteile und mancherlei andere Behandlungsweisen so viele ganz verschiedene Wirkungen, daß auch auf gleichmäßig durchgeführter Grundlage bei den 34 Bauten andere Eindrücke erzielt werden konnten.“

Die zentralen Teile der Gebäude wurden durch Säulen, Giebel und Schmuckwerk betont. So verfügt der zentrale Bereich des Verwaltungsgebäudes, der als Eingangsbereich dient, über einen deutlich hervortretenden und erhöhten Mittelrisalit, der durch einen eigenen Giebel und durch ionische Säulenreliefs betont wird. Die Grünflächen wurden mit Brunnen und Pavillons ausgestattet und mit Linden bepflanzt.
In der DDR war das Genesungsheim Teil des Klinikums Buch. 1956/1957 entstand nach Entwürfen von Franz Ehrlich auf dem Gelände die Franz-Volhard-Klinik.
Nach 1990 bezog das Helios Klinikum Buch diese Gebäude und richtete den Medizinischen Bereich I ein. Mit der Fertigstellung eines Neubaus ist der MedBereich wieder ausgezogen und die weitere Nutzung ist offen. – Ein Masterplan von 2001 von Machleidt & Partner sieht eine gemischte Nutzung vor, die Wohnbereiche, Gewerbe- und Dienstleistungsbetriebe bietet. Die Umbauarbeiten für die Umnutzung des als Ludwig-Hoffmann-Quartier vermarkteten Komplexes sind noch im Gange, eine komplette Fertigstellung ist für das Jahr 2023 vorgesehen.

## Heil- und Pflegestätte Buch

### Anfang zwanzigstes Jahrhundert bis 1932
Die Heil- und Pflegestätte Buch war das zweite Lungensanatorium, das nach Entwürfen von Ludwig Hoffmann in Buch entstand. Die Planungen für dieses Bauwerk erfolgten in den Jahren 1913/1914, der Bau war bereits begonnen und wurde aufgrund des Ersten Weltkrieges abgebrochen. Nach den Inflationsjahren wurde der Bau 1925 wieder aufgenommen und das Krankenhaus wurde 1929 fertiggestellt. Die Bauleitung der Jahre 1928/1929 übernahm Hoffmanns Amtsnachfolger Martin Wagner.
Ursprünglich war die Heil- und Pflegestätte für 1000 Brustkranke konzipiert und sollte ähnliche Ausmaße haben wie die anderen Heilanstalten in Buch. Vor dem kriegsbedingten Baustopp wurden das Direktorenwohnhaus und drei Patientenpavillons gebaut. Nach der Wiederaufnahme 1925 wurden diese Gebäude sehr einfach mit einer Putzfassade fertiggestellt und die Anlage durch ein Verwaltungsgebäude und mehrere Wirtschaftshäuser ergänzt.

### 1933 bis 1945: in der NS-Zeit
Im Jahr 1934 wurde die Krankenhausanlage zu Ehren des Mediziners und Berliner Ehrenbürgers Ernst Ludwig Heim in Dr.-Heim-Tbc-Krankenhaus umbenannt.
Im Juni 1940 wurden in einem der ersten „Euthanasie“-Transporte jüdische Männern, Frauen und Kinder von der Heil- und Pflegeanstalt Berlin-Buch nach Brandenburg an der Havel gebracht und dort direkt nach ihrer Ankunft in der getarnten „Mordanstalt“ in einer Gaskammer ermordet.

### Seit 1945
Während der DDR-Zeit diente die Anlage bis 1976 als Lungenheilklinik für Tuberkulosepatienten. Anschließend erfolgte die Umwandlung des Bereiches in eine Klinik für Lungen-, Herz- und Gefäßkrankheiten, 1977 kam die Kardiologische Klinik dazu.
Nach der Wende zogen sämtliche medizinischen Einrichtungen aus und die Gebäude standen längere Zeit leer. Die angedachte Nachnutzung des Klinikums Dr. Heim als Technologiepark wurde als nicht umsetzbar aufgegeben. Stattdessen wird das denkmalgeschützte Ensemble seit 2012 zu einem Wohnstandort entwickelt.

## Weitere Gebäude und Einrichtungen

### Zentrale für Beleuchtung, Heizung und Wasserversorgung der Anstalten in Buch
Die Versorgungszentrale in Buch, geplant 1903, entstand zwischen 1904 und 1906 als Betriebszentrale an der Schwanebecker Chaussee in der Nachbarschaft der Irrenanstalt. Sie umfasst ein Maschinenhaus, ein Kesselhaus, eine Bäckerei, eine Waschküche, eine Pumpstation, einen Kohlenbunker, ein Feuerwehrdepot und ein Wasserwerk. Architektonisch wurden die Gebäude einfach gehalten, allerdings optisch durch die Nutzung von Backsteinen in Steineinfassungen mit der benachbarten Anstalt abgestimmt. Gegenüber der Zentrale errichtete Hoffmann ein zweigeschossiges Wohnhaus für die Angestellten, ebenfalls als Backsteinbau. Das Gebäude verfügt über zwei Eingänge, die Treppenhäuser sind außen an den Baukörper gebaut und treten somit aus der Fassade hervor.

„Neben der Erfüllung der praktischen Anforderungen bemühte ich mich, bei der Erzielung günstiger Baugruppen in der allerdings einfacheren architektonischen Durchbildung doch an die benachbarte, große, in Ziegelsteinen ausgeführte Krankenhausanlage anzuklingen.“

In den 2000er Jahren wird die Anlage durch einen Gewerbehof genutzt. Die Bauten wurden seit ihrer Entstehung teilweise erheblich verändert, vor allem aber im Inneren.

### Verwaltungsgebäude mit Feuerlöschschuppen
Das Verwaltungsgebäude in direkter Nachbarschaft der Betriebszentrale wurde gleichzeitig mit dem Genesungsheim gebaut und 1912 fertiggestellt. Es ist architektonisch an dieses angepasst. Dabei handelt es sich um einen zweigeschossigen Bau mit Wohnbereich sowie einem geräumigen Schuppen für Fahrzeuge und Feuerlöschgeräte. Der Eingangsbereich tritt als Risalit mit eigenem Giebel hervor und wird optisch durch vier glatte Säulen in drei Achsen unterteilt, insgesamt ist das Gebäude als Putzbau ausgeführt. Es dient im 21. Jahrhundert als Bürogebäude.

### Zentralapotheke
Die Zentralapotheke der Heilstätten in Buch wurde als Kombinationsbau eines Wohnhauses mit Wohnungen für den Apotheker und dessen Mitarbeiter und einer Apotheke zwischen 1905 und 1907 erbaut. Dabei handelt es sich um einen einfach gestalteten, zweigeschossigen Putzbau mit Walmdach. Im Bereich des Apothekeneingangs wurde die Ecke zurückgesetzt und mit einem Treppenaufgang ausgestattet, die Eingangstür zum Wohnbereich befindet sich an der anderen Gebäudeseite. Im Zweiten Weltkrieg wurde das Gebäude teilweise zerstört, nach dem Krieg aufgestockt und baulich verändert. Es dient seitdem wieder als Wohnhaus.

### Postgebäude
Das Postgebäude entstand in den Jahren 1909 und 1910 unter Mitarbeit von Ignatius Taschner. Es ist ein schlichter zweigeschossiger Putzbau mit Walmdach, wobei eine Hauswand als Portal durch Ornamente herausgehoben wurde. Seit dem Jahr 1984 befindet sich in dem Gebäude die Sparkasse Buch, Ende der 1990er Jahre wurde es renoviert.

### Schäferhaus
Das Wohnhaus des Oberschäfers der Gutsschäferei Buch gehört zwar nicht direkt zu den Heilanstalten in Buch, der Bau ist jedoch eindeutig stilistisch an die gegenüberliegende Heimstätte für Brustkranke angelehnt. Es entstand etwa 1908, wobei die Datierung aufgrund des Fehlens in den Hochbauberichten der Zeit nicht gesichert ist. Das Haus besitzt ein Erdgeschoss und ein Dachgeschoss und ist einfach verputzt. Heute steht das unter Denkmalschutz stehende Gebäude leer.

### Anstaltsfriedhof Buch
1908 wurde der Anstaltsfriedhof Buch angelegt, die Planungen für dieses Gelände dauerten etwa zwei Jahre an. Das Gelände wurde mit einfachen Gebäuden aus Holz ausgestattet, im Zentrum stand eine Friedhofskapelle, deren Aussehen nicht dokumentiert ist. Die Kapelle brannte 1949 ab und wurde 1954 durch einen Neubau ersetzt. Vom ursprünglichen Gebäudebestand ist nur noch ein Holzbau am Eingang des Friedhofs erhalten. Da der eigentliche Friedhof an der Bucher Schlosskapelle mit der zunehmenden Einwohnerzahl zu klein war, wurden auch Bürger der Landgemeinde Buch beigesetzt. Mit dem 1920 erfolgten Zusammenschluss zu Groß-Berlin kam Buch zum Verwaltungsbezirk Pankow und der Anstaltsfriedhof wurde zum Friedhof XII der Städtischen Pankower Friedhöfe.

### Zweiter Städtischer Zentralfriedhof
In den Jahren 1913 und 1914 plante Ludwig Hoffmann die Anlage des 2. Städtischen Zentralfriedhofs für Berlin im Vorort Buch, als Nordfriedhof. Ab 1914 wurden die Arbeiten kriegsbedingt unterbrochen und wegen der Inflation erst 1925 abgeschlossen. Das Gelände wurde aber nie für seinen ursprünglichen Zweck als Friedhof genutzt, sondern diente erst der Kaiser-Wilhelm-Gesellschaft als Standort des Instituts für Hirnforschung, später der Akademie der Wissenschaften der DDR. Seit den 190er Jahren befinden sich hier der Sitz des Max-Delbrück-Centrum für Molekulare Medizin (MDC Buch) sowie die Robert-Rössle-Klinik als Teil des Helios-Klinikums Berlin.
Das Eingangsgebäude stellt einen breiten Torbau dar, der im Mittelteil zweigeschossig ist. Es handelt sich dabei um einen Putzbau mit Walmdach. Hinter diesem Gebäude befindet sich linker Hand ein Wirtschaftshaus mit herausgestellten Seitenrisaliten. Das zentrale Gwar die Trauerkapelle, die der Villa Rotonda des italienischen Architekten Andrea Palladio in Vicenza nachempfunden war. Das Gebäude bestand aus einem zentralen Kuppelbau über der Haupthalle, an den sich allseits kleinere Nebenräume anschlossen. Nach außen war die Kapelle an allen vier Seiten durch gleichgestaltete portalartige Risalite mit eigenen Giebeln ausgestattet. Der Eingangsbereich war etwas vorgezogen und als Säulenvorbei mit dorischen Säulen gestaltet. Die gesamte Kapelle wurde in den 1950er Jahren abgerissen, die anderen Gebäude sind Teile der genannten Institute.

### Wohnsiedlung Buch
Für die Angestellten der städtischen Heilanstalten in Berlin-Buch wurde von Ludwig Hoffmann in den Jahren 1919 bis 1922 eine Wohnsiedlung entlang der heutigen Siedlungstraße angelegt. Einzelne Doppelhäuser in der Karower Chaussee und des Lindenberger Weges ergänzen die Siedlung.
Es handelt sich insgesamt um 56 Häuser, aufgeteilt in 5 Doppelhäuser und 6 Reihenhäuser, in denen vor allem Zwei- und Dreizimmerwohnungen eingerichtet wurden. Jede Wohnung erhielt dabei einen eigenen Wohnungseingang sowie einen kleinen Nutzgarten, außerdem wurden in der Siedlung mehrere Ställe für Kleinvieh angelegt. Die Gebäude sind als relativ einfache Putzbauten gestaltet und sind leicht gegeneinander versetzt. Optische Abwechslung bietet vor allem die Giebel- und Dachgestaltung. Die abschließenden Bauten sind quer zu den restlichen Häusern gebaut und stellen so auch optisch den Schlusspunkt der Siedlung dar.
Durch den Zweiten Weltkrieg wurden drei Häuser zerstört und ein Doppelhaus an der Karower Chaussee ist 1975 einem Kaufhallen-Neubau zum Opfer gefallen.
Die Gesamtanlage steht heute unter Denkmalschutz und die Häuser befinden sich zum überwiegenden Teil in Privatbesitz. Neben einem Siedlungsprojekt in Berlin-Wedding stellt die Siedlung in Buch die älteste öffentliche Wohnanlage Berlins dar.

### Wirtschaftsbahn
Die Hobrechtsfelder Wirtschaftsbahn verband die Heilanstalten mit den Landgütern Rosenthal und Hobrechtsfelde sowie darüber hinaus mit der Fleischvernichtungsanstalt in Albertshof und den Hoffnungstaler Anstalten Lobetal.

## Umnutzung

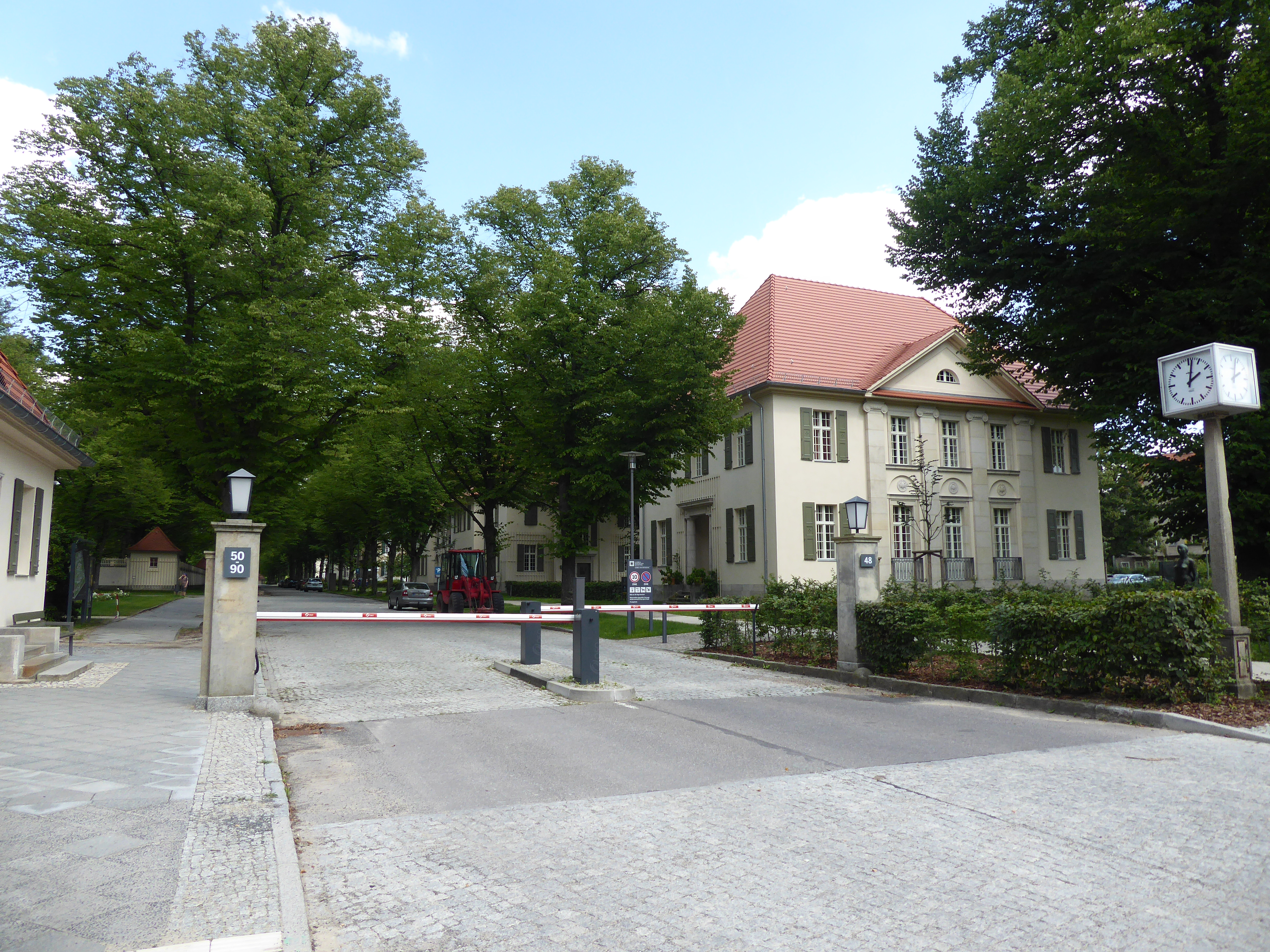
Eingang zum Ludwig-Hoffmann-Quartier

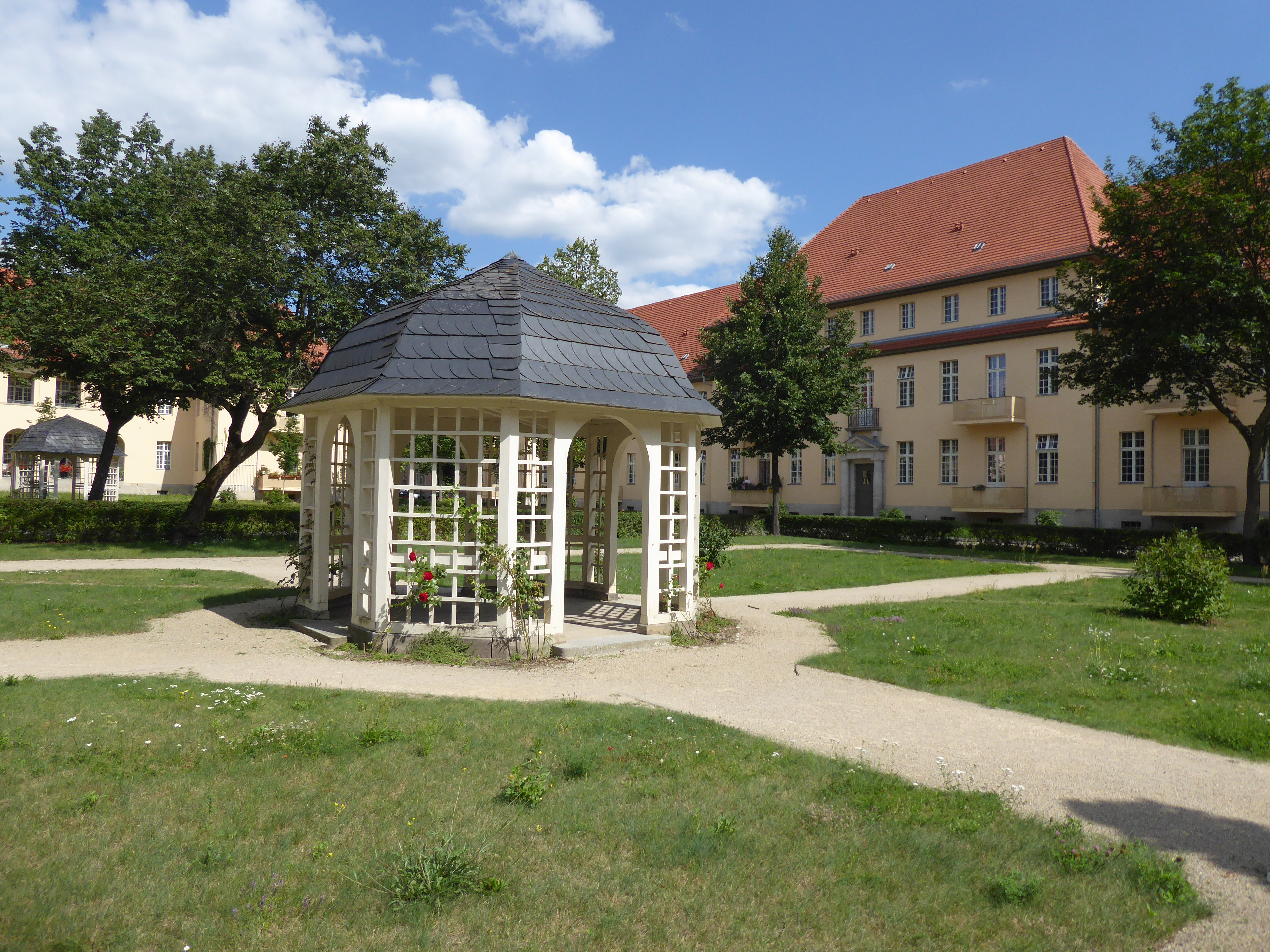
Innenhof mit Holzpavillon

Ein Großteil der Gebäude ist für einen modernen Klinikbetrieb nicht mehr geeignet. Deshalb suchten die meisten Gesundheitseinrichtungen zwischen 2009 und 2011 neue Niederlassungen. Anfängliche Pläne des Klinikunternehmens Helios, dort seinen Konzernsitz einzurichten, wurden nicht umgesetzt. Das Land Berlin versuchte einen Käufer für das gesamte Gelände zu finden, was sich jedoch wegen der Größe von 28 Hektar und 30 Gebäuden sowie der städtischen Randlage als schwierig erwies. Nach vergeblichen Ausschreibungen sprach die Senatsverwaltung das Projektentwicklungsunternehmen SITUS an, das bereits das in Buch gelegene Klinik-Bauprojekt Ludwig Park betreut hatte. Schließlich wurde unter Federführung der SITUS GmbH Grundstück + Projekt die Ludwig Hoffmann Quartier Objektgesellschaft mbH & Co KG gegründet, die die Umnutzung des Heilanstalts-Geländes tragen sollte. Im März 2012 kaufte die Gesellschaft das Areal, nachdem zuvor ein Konzept zur Gestaltung und Verwertung mit der Stadtverwaltung abgestimmt worden war.
Anschließend begann die Objektgesellschaft, die wiederum das Unternehmen SITUS beauftragte, mit Parzellierung, Außengestaltung und Erschließung und es erfolgte die Vermarktung einzelner Gebäude und Flächen mit insgesamt 31 verschiedenen Bau- und Umnutzungsprojekten. Bauträger, Investoren und selbst nutzende Firmen sollen auf dem ehemaligen Klinikgelände einen neuen Stadtteil mit Wohn-Schwerpunkt (unter anderem Seniorenwohnungen in den Gebäuden aus den 1970er Jahren) und einzelnen Gewerbeansiedlungen entstehen lassen. Eine Montessori-Schule und eine evangelische Grundschule haben bereits ihre Arbeit aufgenommen. Eine Kindertagesstätte sowie ein Sozialzentrum sind geplant. Die Objektgesellschaft bleibt auch während der Bauphase für die Koordinierung der beteiligten Bauherren verantwortlich.
Die Bausubstanz der Gebäude war trotz des Leerstands gut. Bis Anfang 2014 waren die Erschließungsarbeiten abgeschlossen, in deren Rahmen praktisch die gesamte Elektro-, Wasser- und Abwasser-Infrastruktur erneuert und ein Datenleitungsnetz gezogen wurde. Am Straßennetz erfolgte lediglich das Ausbessern von Schadstellen. Die Investitionen dieses Bauabschnitts betrugen rund 15 Millionen Euro.
Die Umwandlung der ersten sechs Patientenhäuser zu 210 Wohnungen begann im dritten Quartal 2012 und sollte im Verlauf des Jahres 2014 abgeschlossen sein. Der Innenumbau beschränkte sich neben einer erneuerten Gebäudetechnik vor allem darauf, die langen Korridore teilweise dem Wohnraum zuzuschlagen und zur Erschließung neue Treppenhäuser einzubauen. Die Raumeinteilung der ehemaligen Krankenzimmer wurde weitgehend beibehalten. An der Gebäudehülle wurde aufgrund von Denkmalschutzauflagen der Anbau von Balkonen mit geringer Tiefe auf der straßenabgewandten Seite vorgenommen. Fenster-, Dach- und Fassadensanierung orientierten sich eng am Originalzustand der Bauzeit.
Im Endausbau des gesamten einstigen Klinikgeländes, der noch bis 2023 dauern wird, werden mehr als 500 Wohnungen mit einer Bruttogeschossfläche von rund 125.000 Quadratmetern erwartet, davon rund 110.000 in denkmalgeschützten Gebäuden. Der Wohnkomplex wird unter dem Namen Ludwig Hoffmann Quartier vermarktet. Die Kosten für alle Bauherren zusammen dürften bei schätzungsweise 250 Millionen Euro liegen. Unklar ist noch, wie die zentrale Kulturhalle genutzt werden soll.